# Dorsche
Die Dorsche (Gadidae) sind eine Knochenfischfamilie aus der Ordnung der Dorschartigen (Gadiformes). Zu ihnen gehören viele wichtige Speisefische. Die meisten Arten finden sich zirkumpolar und in gemäßigt warmen Gewässern auf der Nordhalbkugel der Erde. Die meisten Arten bevorzugen Bodennähe und ernähren sich von Fischen und Wirbellosen. Mehrere Arten bilden Schwärme.

## Merkmale
Fische aus der Familie der Dorsche werden 15 Zentimeter bis zwei Meter lang. Größter Gadide ist der bis zu 2 m lange Kabeljau (Gadus morhua). Der Körper der Dorsche ist spindelförmig und langgestreckt mit drei Rücken- und zwei Afterflossen. Ihre Brustflossen stehen weit unten an der Bauchseite. Die Schwanzflosse ist getrennt von Rücken- und Afterflosse und schließt gerade ab oder ist leicht eingebuchtet. Kopf und Rumpf sind von Cycloidschuppen bedeckt. Die Schwimmblase besitzt an ihrem Vorderende paarige Aussackungen. Am Unterkiefer sitzt eine Kinnbartel. In den Eiern liegen keine sichtbaren Öltropfen als Fettspeicher.

## Lebensweise
Ausgewachsene Dorsche leben fast immer benthisch (in der Nähe des Meeresbodens), Jungfische dagegen pelagisch. Viele sind Raubfische, z. B. Kabeljau, Köhler und Pazifischer Pollack. Schellfische fressen Bodenorganismen, der Polardorsch ernährt sich von Plankton.

## Systematik

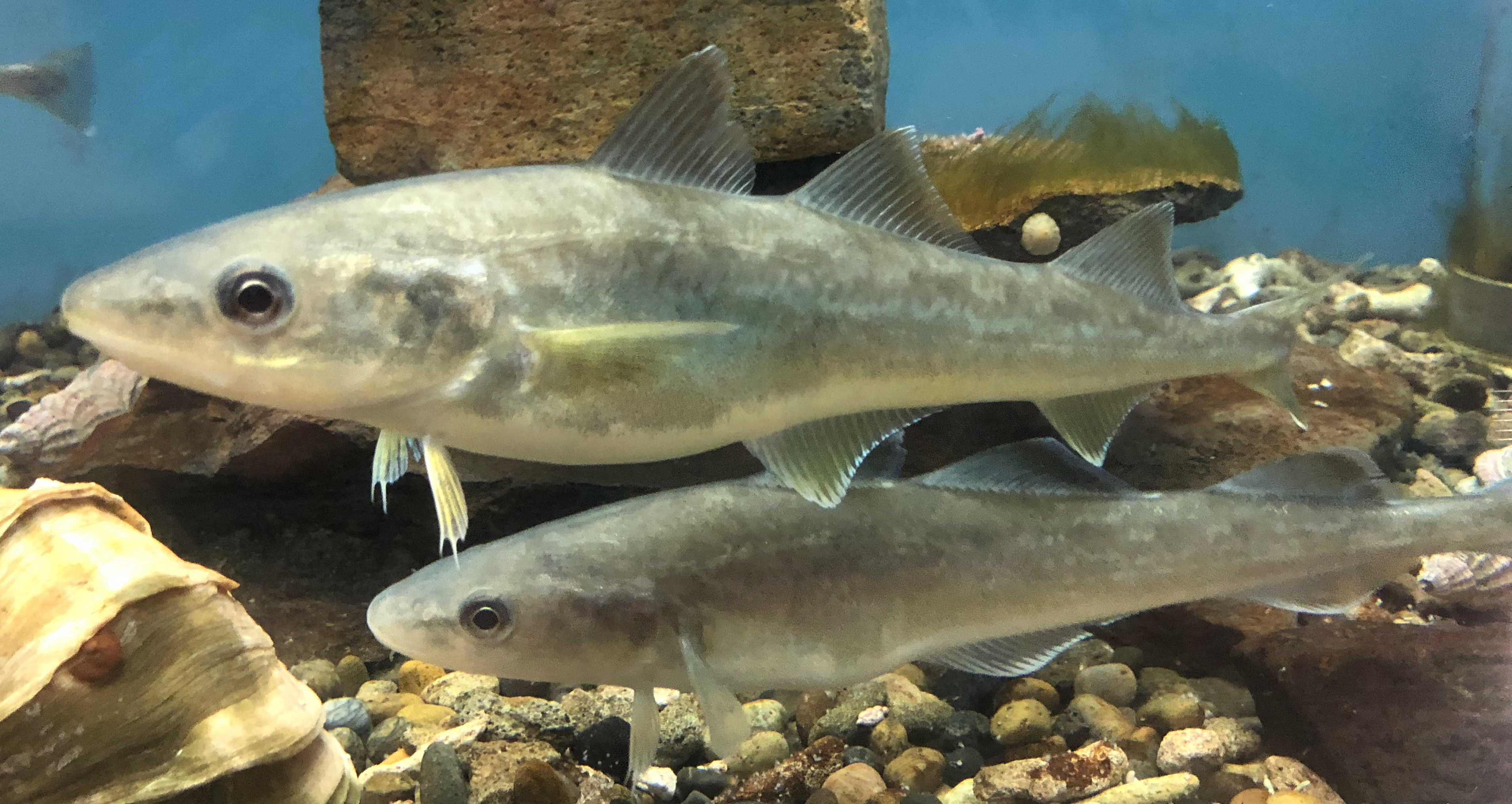
Europäische Navaga

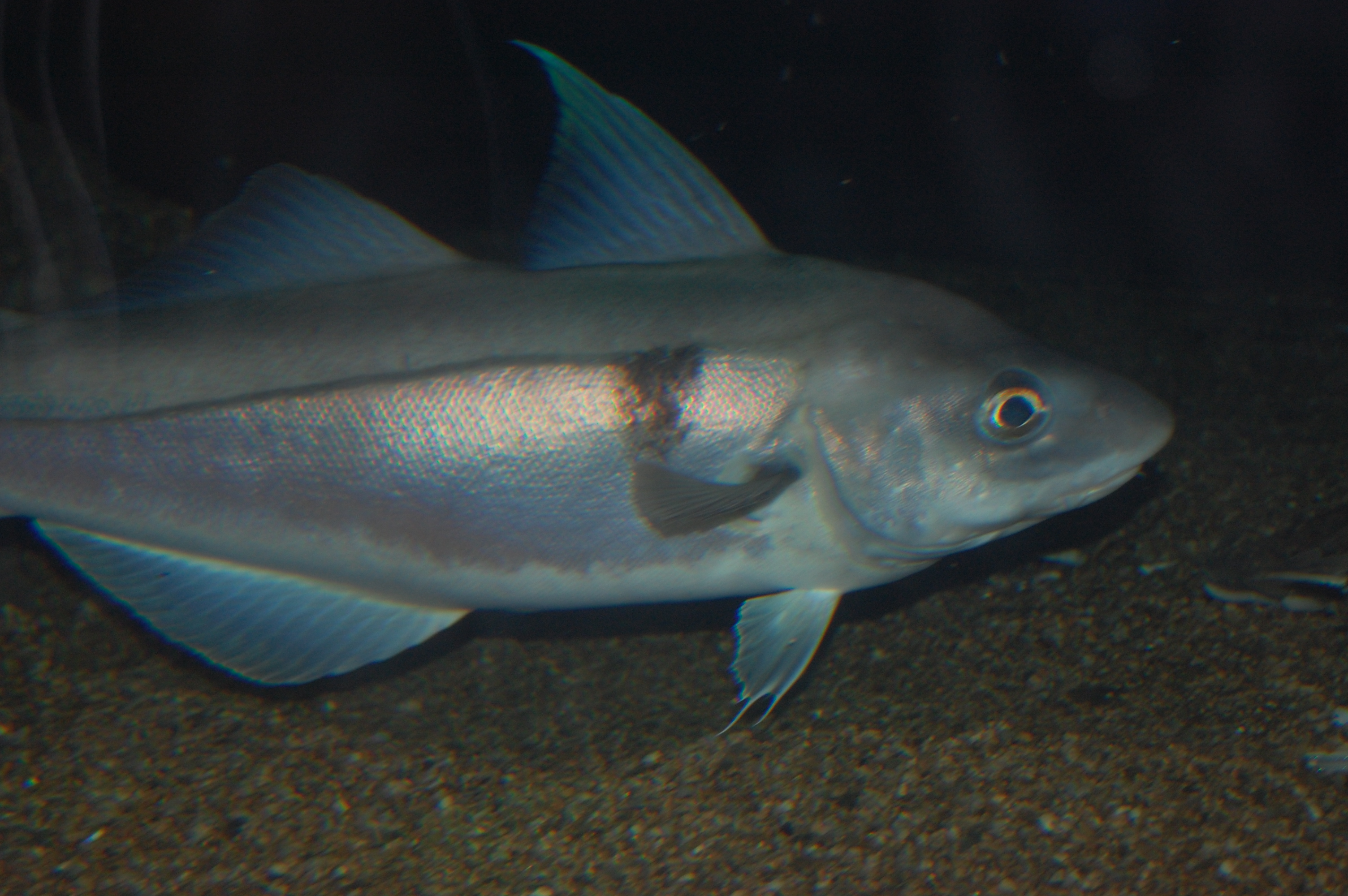
Schellfisch

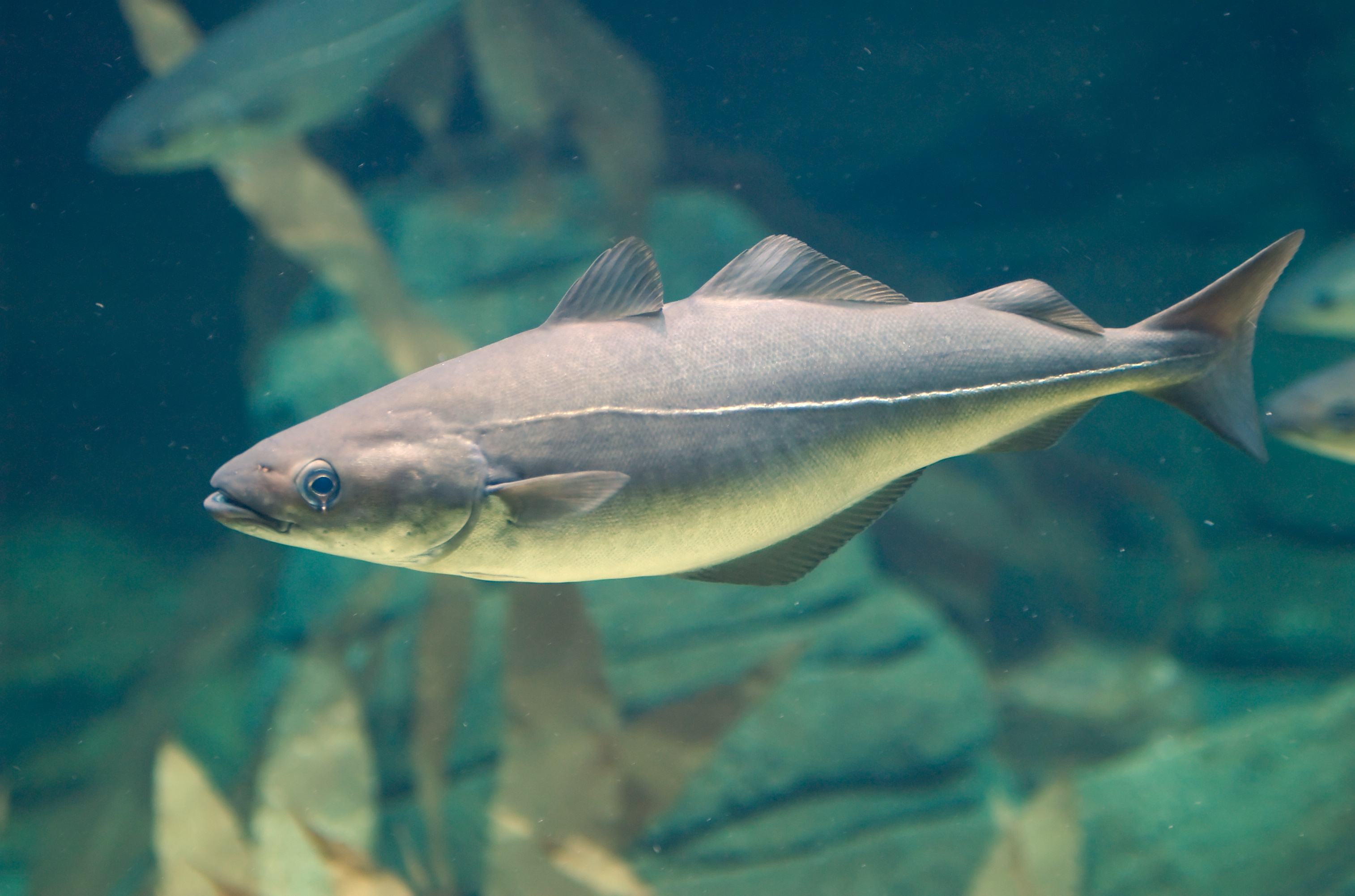
Köhler

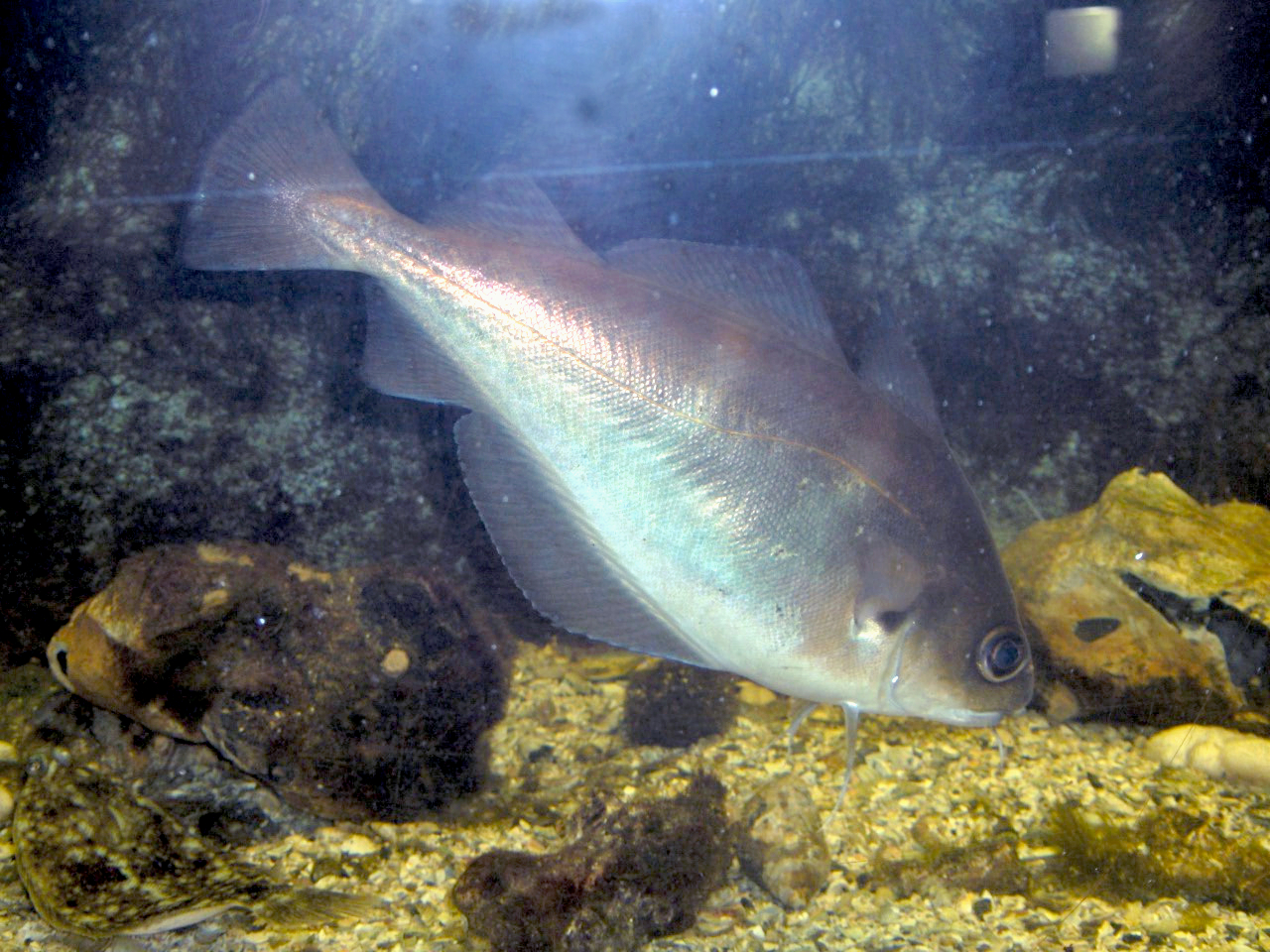
Franzosendorsch

- Familie Dorsche (Gadidae) (11 Gattungen, 21 Arten)
  - Tribus Gadiculini 
    - Gattung Gadiculus Guichenot, 1850
      - Silberdorsch (Gadiculus argenteus Guichenot, 1850)

  - Tribus Gadini 
    - Gattung Eleginus Fischer, 1813
      - Fernöstliche Navaga (Eleginus gracilis (Tilesius, 1810))
      - Europäische Navaga (Eleginus nawaga (Koelreuter, 1770))

    - Gattung Gadus Linnaeus, 1758
      - Pazifischer Kabeljau (Gadus macrocephalus Tilesius, 1810)
      - Atlantischer Kabeljau (Gadus morhua Linnaeus, 1758)
      - Pazifischer Pollack (Gadus chalcogrammus Pallas, 1814)

    - Gattung Melanogrammus Gill, 1862
      - Schellfisch (Melanogrammus aeglefinus (Linnaeus, 1758))

    - Gattung Merlangius Geoffroy, 1767
      - Wittling (Merlangius merlangus (Linnaeus, 1758))

    - Gattung Microgadus Gill, 1865
      - Atlantik-Tomcod (Microgadus tomcod Walbaum, 1792)
      - Pazifik-Tomcod (Microgadus proximus Girard, 1854)

    - Gattung Pollachius Nilsson, 1832
      - Pollack (Pollachius pollachius (Linnaeus, 1758))
      - Köhler (Pollachius virens (Linnaeus, 1758))

  - Tribus Trisopterini 
    - Gattung Arctogadus Dryagin, 1932
      - Grönlanddorsch (Arctogadus glacialis (Peters, 1872))

    - Gattung Boreogadus Günther, 1862
      - Polardorsch (Boreogadus saida (Lepechin, 1774))

    - Gattung Micromesistius Gill, 1863
      - Südlicher Wittling (Micromesistius australis Norman, 1937)
      - Blauer Wittling (Micromesistius poutassou (Risso, 1827))

    - Gattung Trisopterus Rafinesque, 1814
      - Trisopterus capelanus (Lacépède, 1800)
      - Stintdorsch (Trisopterus esmarkii (Nilsson, 1855))
      - Franzosendorsch (Trisopterus luscus (Linnaeus, 1758))
      - Zwergdorsch (Trisopterus minutus (Linnaeus, 1758))

Die Quappen (Lotidae), bei Nelson als Unterfamilie der Gadidae geführt, gelten heute als eigenständige Familie, der Froschdorsch (Raniceps raninus) steht in verschiedenen phylogenetischen Untersuchungen fern der Dorsche und wird dann ebenfalls in eine eigenständige, monotypische Familie gestellt, die Ranicipitidae.